# École nationale du cirque et de l'art de la scène
L'école nationale du cirque et de l'art de la scène (russe : Государственное училище циркового и эстрадного искусства) est un établissement d'enseignement secondaire situé à Moscou qui a pour mission première de former des artistes de cirque. Il porte le nom de Mikhail Roumiantsev connu sous le nom de scène de Karandach,,.

## Historique
L'établissement est fondé en 1927, sur la décision de Commissariat du peuple à l'Éducation. Le premier directeur fut Oskar Lindner, un ancien athlète.